# Gívrufelli
Gívrufelli är ett berg på den norra delen av ön Streymoy i Färöarna. Berget har en högsta topp på 701 meter.